# Fenomen (film 2023)
Fenomen – polski film dokumentalny z 2023 roku w reżyserii Małgorzaty Kowalczyk o Jerzym Owsiaku - twórcy Wielkiej Orkiestry Świątecznej Pomocy. Obraz wyprodukowała Dominika Kulczyk i powiązana z nią spółka dFlights.